# Зика, Зденек
Зденек Зика (чеш. Zdeněk Zika; 5 июля 1950, Тршебонь — 3 июля 2014) — чехословацкий гребец, выступавший за сборную Чехословакии по академической гребле в первой половине 1970-х годов. Победитель и призёр первенств национального значения, участник летних Олимпийских игр в Мюнхене.

## Биография
Зденек Зика родился 5 июля 1950 года в городе Тршебонь, Чехословакия.
Впервые заявил о себе в академической гребле на международном уровне в сезоне 1971 года, когда вошёл в состав чехословацкой национальной сборной и выступил в восьмёрках на чемпионате Европы в Копенгагене, где в зачёте распашных рулевых четвёрок занял шестое место.
Благодаря череде удачных выступлений удостоился права защищать честь страны на летних Олимпийских играх 1972 года в Мюнхене. В составе экипажа-восьмёрки, куда также вошли гребцы Зденек Куба, Ладислав Лоренц, Павел Конвичка, Ладислав Гейтум, Милан Сухопар, Мирослав Враштил, Олдржих Крутак и рулевой Иржи Птак, неудачно выступил на предварительном квалификационном этапе, но через дополнительный отборочный заезд всё же попал в полуфинальную стадию, где в конечном счёте финишировал пятым. В утешительном заезде за 7-12 места стал четвёртым и таким образом закрыл десятку сильнейших экипажей в своей дисциплине.
После мюнхенской Олимпиады Зика остался действующим спортсменом и продолжил принимать участие в крупнейших международных регатах. Так, в 1975 году он отметился выступлением на чемпионате мира в Ноттингеме — здесь в четвёрках без рулевого показал пятый результат.
Умер 3 июля 2014 года в возрасте 63 лет.